# قصر شیرین
قَصرِ شیرین یا قَصرشیرین (به کردی: قه‌سری شیرین) یکی از شهرهای استان کرمانشاه و از مناطق آزاد تجاری در غرب ایران است. سومین شهر وسیع استان کرمانشاه با وسعت ۱۰۰۰ هکتار مرکز بخش مرکزی شهرستان قصر شیرین در غرب استان کرمانشاه است و در نزدیکی مرز ایران و عراق قرار گرفته است. قصرشیرین از شمال شرق به شهرستان سرپل ذهاب و از شرق به شهرستان گیلانغرب و از غرب به  اقلیم کردستان  و کشور عراق  منتهی می‌شود. قصر شیرین به دلیل نخل‌های بلند و همچنین محصولات متنوع کشاورزی مورد توجه بوده‌است. این شهر از دیرباز مکانی برای هم زیستی اقوام مختلف مردمان کُرد، و مذاهب مختلف از قبیل سنی، یارسان، شیعه و اقلیتی از پیروان یهودی و مسیحی بوده است. 

## وجه تسمیه
علت نام‌گذاری این ناحیه به قصر شیرین، ساختن کاخی برای شیرین، همسر مسیحی خسرو پرویز در این محل بوده‌است.
در مورد پیشینهٔ تاریخی و خاستگاه قصرشیرین مطالب فراوانی گفته شده، از جمله آنکه قصرشیرین را که نام آن دستجرد، دستگرد بوده که یونانی‌ها آن را آرت میتا گفته‌اند، «آرت» در زبان لاتینی به معنی معماری است. در این هر دو نام یگانگی الفاظ میتان و ماد مشهود است و دستگرد یکی از کاخ‌های سلطنتی خسرو پرویز بوده‌است.
جغرافی‌دانان معتقدند که در دورهٔ هخامنشی نیز این محل دارای بخش‌هایی آباد بوده که بنام‌های کاله یا اکرای پل «سرپل ذهاب» و «کادینا کرند» و باغشتانا و سرخک نوشیروان و قره‌غان خوانده می‌شدند. لسترنج آورده‌است که:
شش فرسخ پس از خانقین در نصف راه حلوان که نخستین شهر استان جبلان است قصرشیرین واقع شده‌است. شیرین معشوقه خسرو پرویز است؛ و قصرشیرین روستایی است یزرگ که بارو و ویرانهٔ قصر ساسانی در آنجا پدیدار است.
ابن رشد در سدهٔ سوم دربارهٔ آن می‌گوید: ایوانی بزرگ و با شکوه از گچ و آجر دارد. به گرد ایوان حجره‌هایی ساخته‌اند و حجره‌ها به یکدیگر راه دارند و در حجره‌ها به آن ایوان باز می‌شود. جلوی ایوان صفحه‌ای است از سنگ مرمر، داستان فرهاد دلدادهٔ شیرین و پهلباد نوازنده و شبدیز اسب معروف خسروپرویز در بسیاری نقاط آن حول و حوش به صورت افسانه‌ای درآمده است. بر قصرشیرین جبال بزرگی مشرف است که در سر حد ایران واقع است.
این شهر در درازای تاریخ فراز و نشیب‌های زیادی را پشت سر گذاشته‌است ولی به‌علت موقعیت ویژهٔ خود دوباره از نو ساخته شده‌است، به‌طوری‌که پس از حملهٔ اعراب به ایران کاخ‌های خسروپرویز به‌کلی ویران گشت و تا سال ۱۲۷۰ قمری قصرشیرین روستای کوچکی بیش نبوده و جمعیتی در حدود ۲٬۵۰۰ نفر داشت.
قصرشیرین در جنگ جهانی اول مرز سربازان دولتی آلمان و عثمانی از یک طرف و روسیه و انگلستان از طرف دیگر بود. ویرانهٔ قصور وسیعی که بنام شیرین محبوبه خسروپرویز ساسانی موسوم و در جوار شهر نو کنونی واقع گردیده‌است از عهد باستان تا حال مشرف بر شاهراه بزرگی است که اراضی مرتفع ایران را به دشت میانرودان متصل می‌کند.
قصرشیرین در دوران قاجاریه محل زمستانی حکام گوران و سنجابی بود که خالصه‌جات را از دولت اجاره می‌کردند.

## پیشینه

### قصر شیرین پیش از اسلام
قصر شیرین از شهرهای قدیمی و تاریخی استان کرمانشاه است و بنای آن را در آثار تاریخی و ادبی به خسرو پرویز نسبت می‌دهند. وی در زمان پادشاهی‌اش باغی وسیع با قصرهایی دلپذیر که متناسب با آب و هوای زمستان این ناحیه بود در این شهر بنا نهاد. پس از حملهٔ عربها به امپراتوری ساسانیان، قصرهای خسرو پرویز به کلی ویران گشت.قصرشیرین از دیر باز شهری برای تبادل فرهنگ و تجارت بوده و آثار باستانی به جای مانده از ادوار مختلف گواهی دهنده اهمیت این شهر می باشد..

### قصرشیرین پس از اسلام
ابودلف مسعر بن المهلهل الخزرجی در آغاز سدهٔ چهارم هجری قصرشیرین را به صورت شهری «دارای ساختمان‌های بلند و عظیم» که «دید انسان از تعیین ارتفاع آن عاجز، و فکر از پی بردن به آن قاصر است» توصیف کرده‌است. اما یعقوبی در سال ۲۸۷ قمری از ویرانه‌های قصر یاد می‌کند و ابن اثیر از تخریب بیشتر آن در طی زلزله‌ای در سال ۳۴۵ قمری (۹۵۶ میلادی) خبر می‌دهد. حمدالله مستوفی در قرن هشتم هجری و در سال ۷۴۰ قمری (۱۳۴۰ میلادی) قصرشیرین را دارای هوایی بد و دارای بادهای سموم عنوان می‌کند و کاخ شیرین را «اندکی معمور» می‌نامد.

## قصر شیرین در دوران معاصر

اثر به جا مانده از بنای تاریخی مربوط به ۱۱۰ تا ۱۲۰ سال پیش در شهر قصرشیرین که در زمان جنگ هشت ساله ایران و عراق نابود شد.

قصر شیرین در جنگ جهانی اول مورد حملهٔ نیروهای عثمانی قرار گرفت. در ۱۲ آوریل ۱۹۱۵ (۲۳ فروردین ۱۲۹۴) نیروهای عثمانی قصر شیرین را به تصرف خود درآوردند.

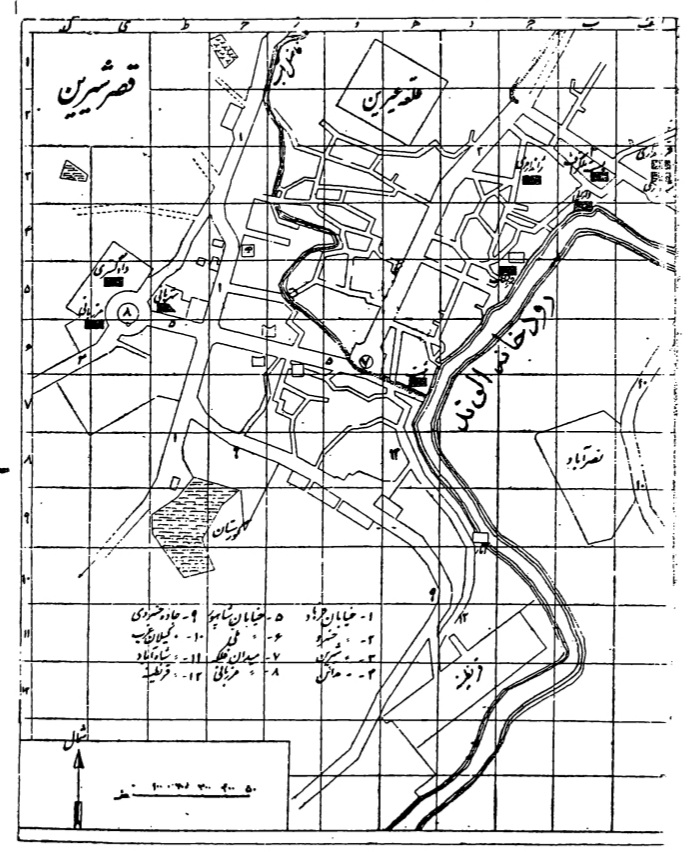
نقشه قصر شیرین در کتاب فرهنگ جغرافیایی ایران در سال ۱۳۳۰

دیوار نویسی رزمندگان ایرانی در خرابه‌های قصرشیرین پس از آزادی این شهر در جنگ ایران و عراق

تخریب شهر توسط ارتش عراق

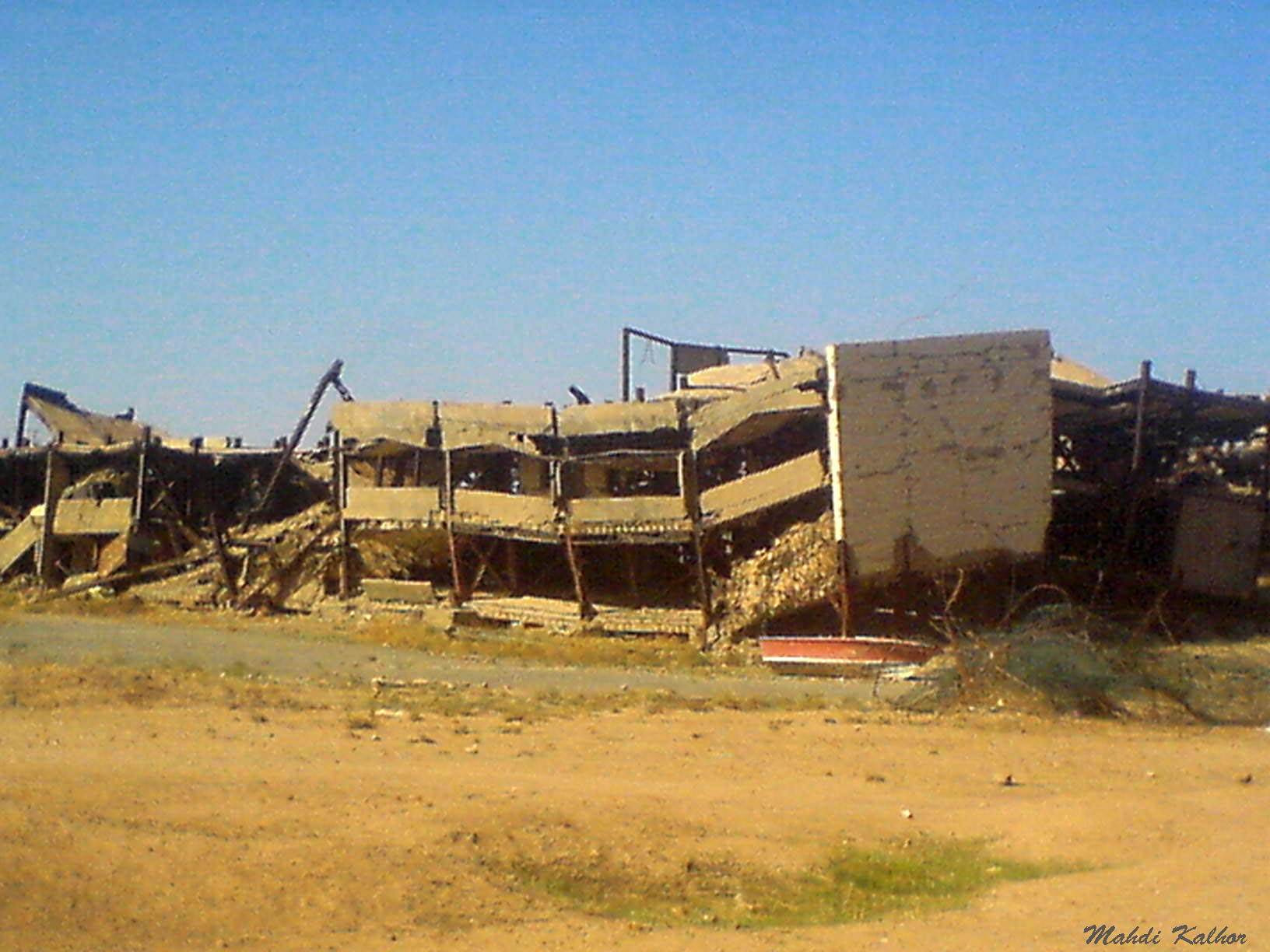
بقایای بیمارستان سوسن که توسط ارتش عراق هنگام عقب نشینی از این شهر تخریب شد. این بیمارستان توسط سوسن خواننده ایرانی ساخته شده بود و در آستانه افتتاح بود که توسط عراق نابود شد

با آغاز جنگ ایران و عراق در سال ۱۳۵۹ قصر شیرین نخستین شهر از ایران بود که توسط ارتش عراق تسخیر شد. ارتش عراق با ورود به شهر به تخریب شهر پرداخت، چنان‌که تمامی ساختمان‌های شهر در مدت کوتاهی ویران گشت و تنها یک ساختمان باقی‌ماند که به عنوان مقر نیروهای بعثی مورد استفاده قرار می‌گرفت. آثار تاریخی شهر نیز همه ویران شدند. اگرچه قصر شیرین در روز ۲۰ فروردین ۱۳۶۰ از نیروهای عراقی بازپس گرفته شد، اما بازسازی آن تا پایان جنگ انجام نشد. پس از پایان جنگ در سال ۱۳۶۷ اهالی شهر دوباره به بازسازی شهر پرداختند و شهر را از نو ساختند.

## جغرافیا

### موقعیت جغرافیایی
شهر قصرشیرین در ۱۶۶ کیلومتری غرب شهر کرمانشاه واقع شده‌است. این شهر میان طول جغرافیایی ۴۵ درجه و ۳۵ دقیقه شرقی و عرض ۳۴ درجه و ۳۱ دقیقه شمالی قرار دارد که ارتفاع آن از سطح دریا ۳۳۳ متر می‌باشد.

### آب و هوا
منطقهٔ جنوب قصرشیرین آب و هوای بیابانی گرم و خفیف، مرکز آن آب و هوای خشک و نیمه معتدل و شمال و شرق آن آب و هوای نیمه خشک سرد دارد. قسمت‌های مرتفع نیز دارای آب و هوای نیمه مرطوب سرد هستند. میانگین سردترین ماه سال میان ۲٫۵ تا ۵ درجهٔ سانتی‌گراد و میزان بارندگی میان ۳۵۰ تا ۴۵۰ میلی‌متر در نوسان است.

### آب‌ها
رودخانهٔ الوند از درون شهر قصرشیرین می‌گذرد. این رود از کوه‌های شمال شرقی سرپل ذهاب، کوه سیاوانه در ۵۰ کیلومتر شمال شهر قصرشیرین سرچشمه می‌گیرد و از به هم پیوستن آب چشمهٔ سیاوانه و سراب اسکندر به وجود می‌آید. این رود پس از عبور از ریجاب و پیران با آن سراب گیلان یکی می‌شود و از آنجا به بعد نام الوند به خود می‌گیرد. آبدهی متوسط این رود در ایستگاه قصرشیرین در سال ۱۳۸۰، نزدیک به ۱۴ متر مکعب در ثانیه بوده‌است. با توجه به عبور این رود از سرپل ذهاب و ریختن فاضلاب این شهر و نزدیک به ۲۰ روستای میان این دو شهر در آن، آلودگی الوند بالاست و این مسئله سبب تغییر رنگ آب رودخانه شده‌است. الوند پس از گذر از قصرشیرین، از مرز ایران و عراق عبور کرده و در استان دیاله در عراق جریان می‌یابد و سپس با گذر از وسط شهر خانقین در محل دوآب خانقین به رود سیروان می‌ریزد. بر روی رود الوند، از سال ۱۳۳۷ سد انحرافی الوند ساخته شده که آب رودخانه را برای کاربرد کشاورزی به زمین‌های پیرامون شهر منتقل می‌کند. همچنین آب مورد نیاز مردم شهر قصرشیرین تا پیش از لوله‌کشی آب این شهر در سال ۱۳۳۹، به‌طور مستقیم و با ابزار ابتدایی از الوند تأمین می‌گردید.

## مردم

### زبان
زبان بیشتر مردم قصرشیرین کردی جنوبی است که با لهجهٔ قصری ادا می‌شود. همچنین گویش‌های دیگر  کردی جنوبی مانند سنجاوی، جافی، باجلانی و کلهری و قلخانی هم در قصرشیرین تکلم می‌شود. از این میان دو گویش باجلانی امروز متکلم بسیار کمتری دارند و از سوی سازمان یونسکو در فهرست زبان‌های شدیداً در معرض خطر نابودی قرار گرفته‌اند. یهودیان قصرشیرین در گذشته به زبان آمیخته به واژگان عبری سخن می‌گفتند که خود آن را لیشانا نوشان به معنای «زبان خودمان» یا هولاهوله می‌نامیدند. این زبان نیز امروزه با کوچ دسته جمعی یهودیان به اسرائیل به فراموشی سپرده شده و از سوی سازمان یونسکو در فهرست زبان‌های شدیداً در معرض خطر نابودی نیز قرار گرفته‌است.

### دین
قصر شیرین از دیرباز مکانی برای هم زیستی مذاهب مختلف ازقبیل (شیعه، یارسان، سنی و اقلیتی از یهودی، مسیحی و بهائی) بوده‌است.
در حال حاضر مسیحیان ارمنی و آشوری همگی قصر شیرین را ترک کرده‌اند. یهودیان نیز که تا پیش از جنگ ایران و عراق محلهٔ مستقلی در شهر داشتند همگی از قصر شیرین کوچ کرده‌اند و کنیسهٔ آنها نیز در جنگ ویران شده‌است. همچنین گورستان یهودیان قصر شیرین به صورت تپه‌ای خاکی در ضلع غربی پارک شاهد (پارک سیب) درآمده که نشانی از سنگ قبر در آن دیده نمی‌شود. یهودیان کردستان اعتقاد دارند قبر بنیامین فرزند یعقوب از پیغمبران یهودی در نزدیکی قصر شیرین قرار دارد.
هنری بایندر سیاح فرانسوی که در اواخر قرن نوزدهم از قصر شیرین دیدن کرده‌است، در سفرنامهٔ خود با عنوان «در کردستان، در بین‌النهرین و پرشیا» که در سال ۱۸۸۷ به چاپ رسیده‌است می‌نویسد:
....بیشتر کُردان ایران از فرقۀ علی‌اللهی هستند. اگر آن‌ها را در انجام کارهایشان آزاد گذارند، آن‌ها هم در کار دیگران مداخله نمی‌کنند. حس احترام به عقیدۀ مذهبی دیگران در نزد ایشان بسیار زیاد است.

### جمعیت
بر پایه سرشماری عمومی نفوس و مسکن در سال ۱۳۹۵ جمعیت آن ۱۸٬۴۷۳ نفر (۵٬۴۷۳ خانوار) بوده‌است.
سال ۱۳۵۵ شهر قصرشیرین نودوچهارمین شهر پرجمعیت ایران بود
شهر قصرشیرین در اولین سرشماری جمعیت جزو شهر های پرجمعیت استان بود که بعد از جنگ تحمیلی بسیاری از جمعیت آن در مناطق مختلف ایران سکنی گرفته اند.

### فرهنگ

#### مطبوعات
نخستین نشریه در قصرشیرین، شب‌نامه «حرف‌های حسابی» بود که در ۱۲۹۴ خورشیدی، همزمان با تشکیل دولت مهاجرین در کرمانشاه، از سوی «کمیته دفاع ملی» منتشر می‌شد. نشریه دیگر در قصرشیرین «صدای سرحد» بود که به صاحب امتیازی علی اکبر غروی منتشر می‌شد. همچنین هفته‌نامه «شاه ایل» دیگر نشریه‌ای بود که از خردادماه سال ۱۳۳۱ به مدیریت رحیم حاتم آغاز به انتشار کرد. انتشار این نشریه تا سال ۱۳۵۶ به مدت ۲۵ سال به‌طور نامرتب ادامه یافت. در حال حاضر دوهفته‌نامهٔ آساره تنها نشریه‌ای است که در قصرشیرین منتشر می‌شود.

#### رادیو
با توجه به مرزی بودن قصر شیرین و امکان دریافت برنامه‌های رادیویی عراق در این شهر، در سال ۱۳۵۵ رادیو قصر شیرین راه‌اندازی شده و پخش برنامه‌های خود را از این شهر به سه زبان کردی، فارسی و عربی آغاز کرد. برنامه‌های رادیو قصر شیرین تا شمال آفریقا قابل دریافت بود. پخش برنامه‌های این رادیو تا شهریور ۱۳۵۹ و تسخیر این شهر توسط ارتش عراق ادامه داشت. در حال حاضر هیچ رادیو و تلویزیونی از قصر شیرین پخش نمی‌شود، اما برنامه‌های رادیوها و شبکه‌های تلویزیونی گوناگون جمهوری اسلامی ایران در ایستگاه رادیو و تلویزیون قصر شیرین دریافت و پخش می‌گردد.

#### سالن‌های سینما
در گذشته سینمایی به نام سینما شیرین در شهر قصر شیرین فعالیت می‌کرد. این سالن سینما در جنگ ایران و عراق تخریب شد. در حال حاضر شهر قصر شیرین دارای یک سالن سینما به نام سینما غدیر است. این سالن سینما در ۱۶ دی ۱۳۹۵ افتتاح شد و نخستین سینمایی است که پس از جنگ ایران و عراق در این شهر ساخته شده‌است.

## اقتصاد
اقتصاد قصر شیرین بیشتر به کشاورزی وابسته است. با این حال در اطراف شهر منابع نفتی نیز وجود دارد که به میزان کمی استخراج می‌شوند،حدود دو دهه است که راه اندازی مرز رسمی پرویزخان باعث رونق اقتصادی این شهرستان شده‌است

### صنعت نفت
وجود نفت در اطراف شهر قصر شیرین در سال ۱۸۴۸ میلادی توسط و. ک. لفتوس، متخصص علمی‌ای که همراه با کمیسیون مرزی ایران و عثمانی که برای تعیین خط مرزی به قصر شیرین آمده‌بود اعلام شد. ژاک دو مورگان باستانشناس فرانسوی در سفری که در سال‌های ۱۸۹۱–۱۸۸۹ به ایران داشت، در این منطقه پژوهش کرد و نتایج آن را در کتابی در سال ۱۸۹۵ منتشر کرد. وی در این کتاب از وجود نفت در منطقهٔ قصر شیرین و ذهاب خبر داد. کار حفاری برای اکتشاف نفت در قصر شیرین از سال ۱۹۰۱ توسط تیم شرکت بریتیش پترولیوم (شرکت نفت انگلستان) آغاز شد. در تاریخ ۱۴ ژانویهٔ ۱۹۰۴ نفت از دومین چاه که به عمق ۷۵۶ پا حفرشده‌بود جوشید و به میزان روزی ۶۰۰ بشکه در هر ۲۴ ساعت، به همراه مقادیری نمک استخراج شد. با این حال در ژوئن ۱۹۰۴ هر دو چاه قصر شیرین بسته شده و عملیات اکتشاف و حفاری به مسجد سلیمان منتقل می‌شود. هم‌اکنون دو میدان نفتی نفت‌شهر و سومار در جنوب قصر شیرین قرار دارند و میدان نفتی چیاسرخ که نخستین بار نفت از آن استخراج شد، در خاک عراق قرار گرفته‌است.

## آموزش

### آموزش و پرورش
نخستین مدرسهٔ امروزی در قصرشیرین مدرسهٔ صمصامیه بود. مدرسهٔ صمصامیه در سال ۱۲۹۸ خورشیدی همزمان با تأسیس ادارهٔ معارف به همت شیرخان صمصام‌الممالک ساخته‌شد. مدیریت آن را در ابتدا جلال‌الدین میرزا جهانبانی برعهده داشت که همزمان رئیس ادارهٔ معارف قصر شیرین نیز بود. اما از سال ۱۳۰۰ خورشیدی، شاعر قصر شیرینی، باقر فانی به مدیریت این مدرسه منصوب شد. مکان مدرسهٔ صمصامیه در ضلع شرقی میدان مرکز شهر به سمت رودخانهٔ الوند بود. صمصامیه حیاط بزرگی داشت و ساختمان مدرسه در دو طبقه دور تا دور این حیاط ساخته‌شده‌بود. هم‌اکنون بلوار ساحلی محل سابق مدرسه را محو نموده‌است.
نخستین مدرسهٔ دخترانه در قصر شیرین در سال ۱۳۱۳ خورشیدی با نام مکتب پرورش دوشیزگان قصر شیرین به مدیریت آغابیگم باطنی دایر شد. این مدرسه از سال ۱۳۱۵ توسط ادارهٔ معارف رسمیت داده‌شد.
همچنین نخستین دبیرستان در قصر شیرین در سال ۱۳۱۵ با نام دبیرستان پهلوی تأسیس شد. تا پیش از تأسیس این دبیرستان، کلاس‌های دانش‌آموزان دبیرستانی در ساختمان مدرسهٔ صمصامیه برگزار می‌شد.

### مراکز آموزش عالی
- دانشگاه آزاد اسلامی واحد قصرشیرین

دانشگاه آزاد اسلامی مرکز قصرشیرین با ۱۳ عضو هیئت علمی، ۱۲۰۰ نفر دانشجو دارد که ۳۰ درصد آن را دختران تشکیل می‌دهند. در این دانشگاه ۲۰ رشتهٔ تحصیلی فعال است که از این تعداد ۱۴ رشته در مقطع کاردانی و ۶ رشته در مقطع کارشناسی است.
- دانشگاه پیام نور واحد قصرشیرین

دانشگاه پیام نور شهرستان قصرشیرین دارای ۷ عضو هیئت علمی، و بیش از ۱۴۰۰ دانشجوی فعال در ۱۷ رشته تحصیلی است.

### کتابخانه‌ها
- کتابخانهٔ عمومی دهخدا (تأسیس ۱۳۵۲)، بلوار راه کربلا، جنب پارک شاهد، دارای ۱۵۳۶۳ جلد کتاب.[۳۸]

## آثار تاریخی

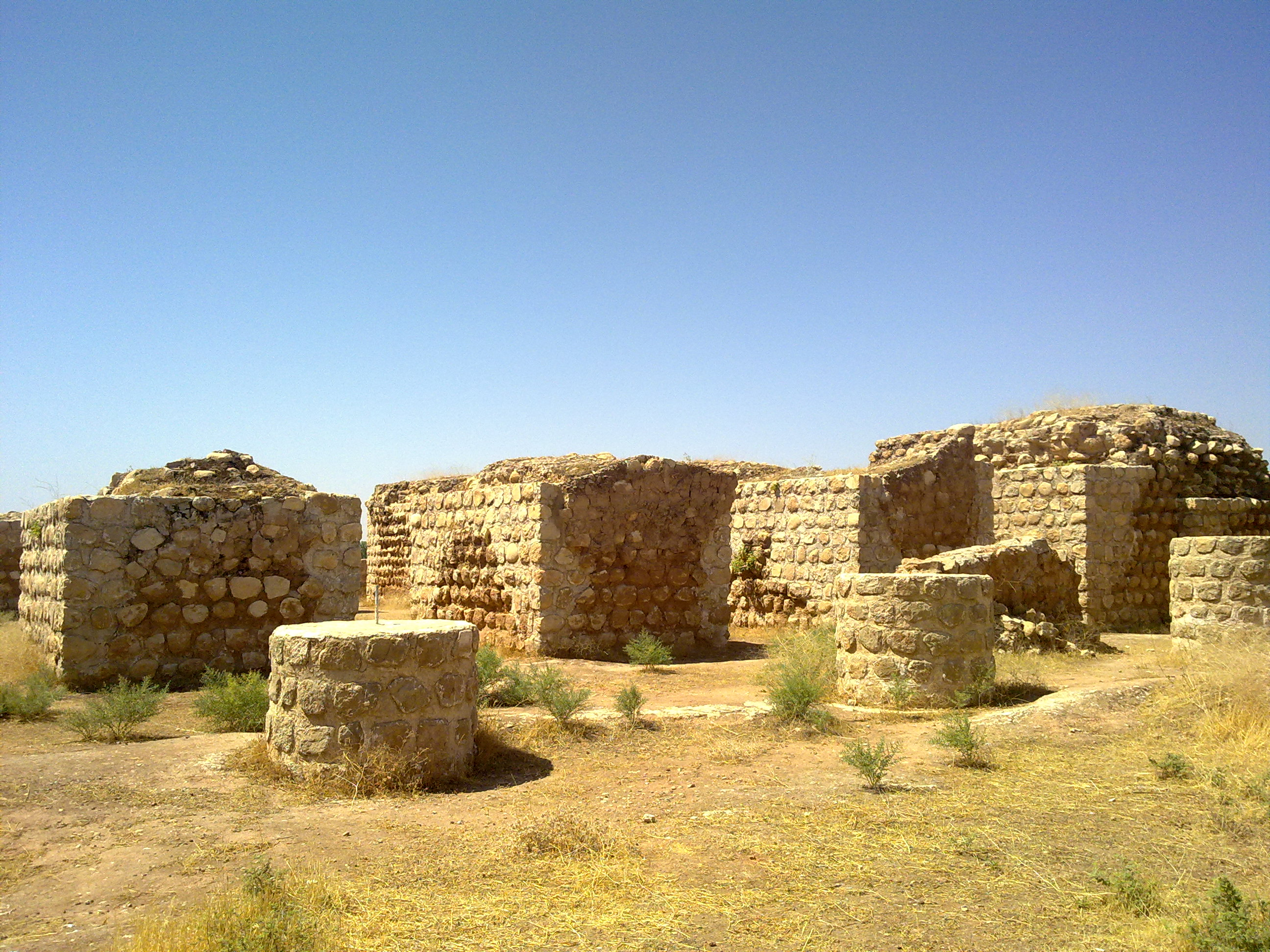
بقایای کاخ خسرو در قصر شیرین، ۲۰۱۴.

- بان قلعه
- چهارقاپی
- کاخ خسرو
- حوش کری
- کاروانسرای عباسی قصر شیرین
- نهر شاویار
- قلعه جوانمیر
- حاجی قلعه سی

## گردشگاه‌ها
- ساحل رودخانۀ الوند
- چم امام حسن
- پارک فلاحت

## ورزش

### مسابقات آسیایی
در تاریخ ۵ بهمن سال ۱۳۹۴ شهرستان قصرشیرین به دلیل آب وهوای گرم در فصل زمستان نسبت به دیگر شهرهای ایران برای برگزاری مسابقات آسیایی کونگ فو با حضور ۱۸۰ ورزشکار از ۲۴ کشور آسیایی انتخاب شد. این مسابقات در دو بخش بانوان و آقایان در سبک‌های مختلف برگزار شد.

## منطقه آزاد تجاری قصرشیرین
اردیبهشت ۱۴۰۰ شهر قصرشیرین به منطقه آزاد تجاری تبدیل گردید

## نگارخانه

لباس سنتی مردهای قصرشیرین، موزه مردم‌شناسی کرمانشاه
لباس سنتی زن‌های قصرشیرین، موزه مردم‌شناسی کرمانشاه
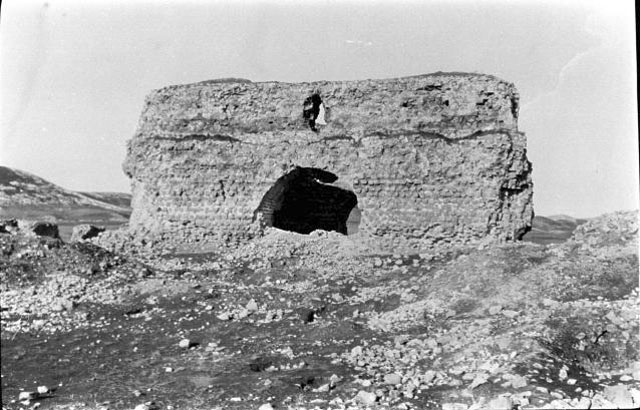
بنای تاریخی چهارقاپی در قصرشیرین، ۱۹۱۱ میلادی
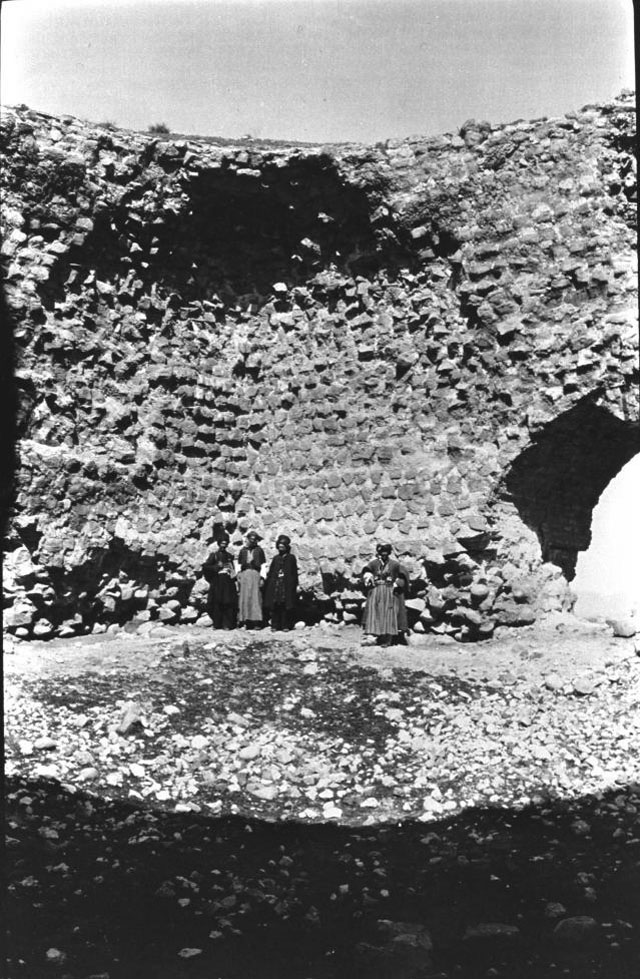
بنای تاریخی چهار قاپی در قصرشیرین، ۱۹۱۱ میلادی
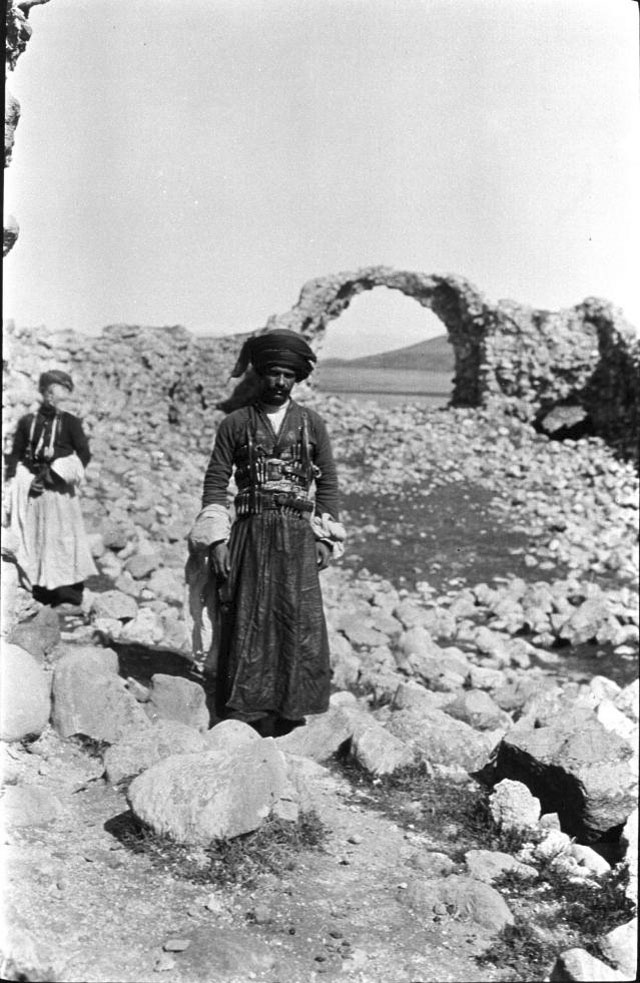
قصرشیرین از دیرباز از سکونتگاه‌های مردم کرد بوده‌است.
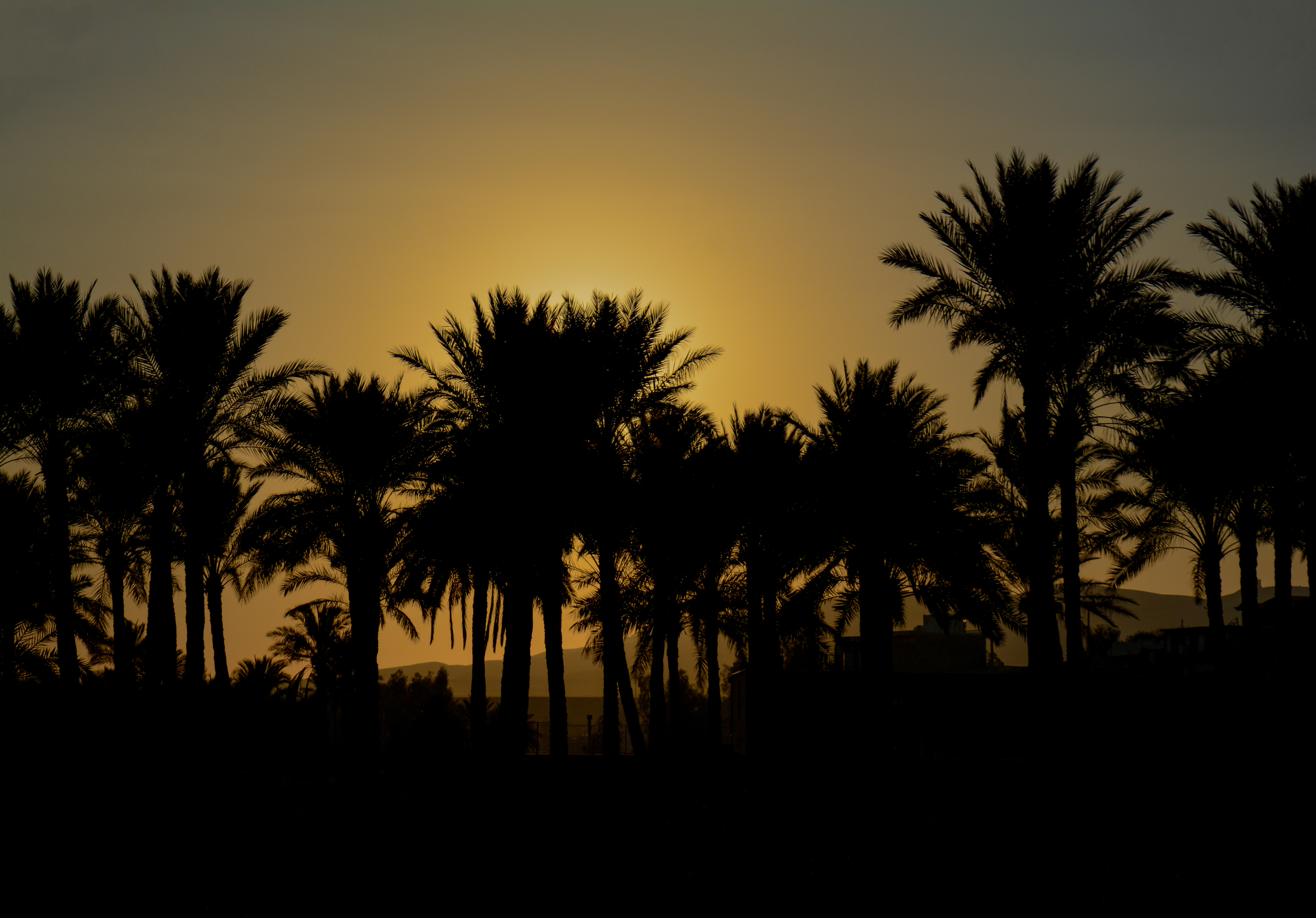
قصرشیرین